# Amy Peterson
Amy Eileen Peterson, po mężu Peck (ur. 29 listopada 1971 w Mapplewood) – amerykańska łyżwiarka szybka, specjalizująca się w short tracku. Trzykrotna medalistka olimpijska.

## Osiągnięcia

### Igrzyska olimpijskie
W 1992 roku w Albertville zdobyła srebrny medal w sztafecie, razem z Darcie Dohnal, Cathy Turner i Nikki Ziegelmeyer.
Dwa lata później, w Lillehammer zdobyła dwukrotnie brąz - raz indywidualnie, w wyścigu na dystansie 500m, raz w sztafecie na 3000 m - wspólnie z Karen Cashman, Cathy Turner i Nikki Ziegelmeyer.
Wystąpiła również na dwóch kolejnych Igrzyskach Olimpijskich. W Nagano zajęła 19. miejsce, mimo stwierdzonego zespołu chronicznego zmęczenia. W Salt Lake City była 13.

## Dodatkowe informacje
Podczas ceremonii otwarcia Igrzysk Olimpijskich w Salt Lake City niosła flagę na czele reprezentacji USA. 